# 그레구아르 카이반다
그레구아르 카이반다(르완다어: Grégoire Kayibanda, 1924년 5월 1일~1976년 12월 15일)는 1962년부터 1973년까지 르완다의 첫 대통령으로 선출된 르완다의 정치인이자 혁명가였다. 후투족인 그는 르완다 혁명의 선구자였고 벨기에로부터 독립을 위한 르완다의 투쟁을 이끌었고, 투치족을 공화정 형태의 정부로 대체했다. 르완다는 1962년에 벨기에로부터 독립했는데, 카이반다는 벨기에의 첫 번째 대통령으로 재직하면서 친후투 정책과 그의 정당인 파르메후투가 통치하는 사실상의 일당 체제를 확립했다. 그는 1973년 그의 국방부 장관인 쥐베날 하브자리마나에 의해 쿠데타로 전복되었고 3년 후에 사망했다.

## 어린 시절 및 경력
카이반다는 1924년 5월 1일 르완다 타레에서 태어났다. 그는 타레에서 초등학교를 다녔고 카브게이에서 공부했다. 1937년 카바이의 세인트 레옹 마이너 신학교에 입학했다. 1943년 소신학교를 졸업한 후, 그는 4년 동안 냐키반다의 주요 신학교에 다녔다.
카이반다는 친서방적이고 반공적인 외교 정책을 추구했다. 르완다는 중화민국과 우호적인 관계를 맺었고, 아프리카에 대한 중화인민공화국의 정책을 강하게 비판했다. 카이반다 정부는 아랍-이스라엘 분쟁과 베트남 전쟁에 대해 대체로 중립적인 입장을 취했다.
1973년 5월 18일 대통령 선거에서 카이반다의 대통령 임기는 4년에서 5년으로 연장되었고, 60세의 제한도 없어졌다. 남북 지역주의자들의 경쟁으로, 카이반다 대통령의 정권은 북부의 정치 지도자들을 점진적으로 해임하고 그의 고향인 기타라마의 국민들 손에 권력을 집중시켰다는 비난을 받았다.

## 사망
1973년 7월 5일 국방부 장관 쥐베날 하브자리마나는 군사 쿠데타로 카이반다를 전복시켰다. 무혈로 묘사되긴 했지만 쿠데타의 결과로 55명으로 추정되는데 대부분 이전 정권과 가까운 관료나 변호사, 기업인들이 처형된 것으로 알려졌다. 이 사람들의 가족들은 그들의 침묵에 대한 댓가로 많은 돈을 받았다. 새 정부는 카비반다와 그의 부인을 비밀 장소(카브게이 근처의 집이라는 소문)에 감금했는데, 그들은 "굶어 죽었다"고 전해졌다.